# ماتئوس نونز
نونس کار خود را با Ericeirense شروع کرد و سپس به تیم LigaPro Estoril رفت . نونس در طول دوران حضورش در این باشگاه، بیشتر در تیم ذخیره بازی می کرد ، قبل از اینکه در ژانویه 2019 به تیم اسپورتینگ سی پی در لیگ برتر رفت . در حالی که بخشی از تیمی بود که در سال 2021 موفق به کسب دبل شد . در ماه آگوست، نونس با تیم لیگ برتری ولورهمپتون واندررزقرارداد امضا کرد. برای انتقال رکورد باشگاهی به ارزش 45 میلیون یورو (38 میلیون پوند)، قبل از انتقال به تیم همکار لیگ برتری منچسترسیتی در فصل بعد.
نونس که تا 12 سالگی در برزیل به دنیا آمد و بزرگ شد، تصمیم گرفت برای تیم ملی پرتغال بازی کند و اولین بازی ملی بزرگسالان خود را در سال 2021 انجام داد و در جام جهانی فوتبال 2022 و یوفا یورو 2024 نماینده این تیم بود.

## تیم ملی
او توسط تیته، سرمربی تیم ملی برزیل به عنوان یکی از ۹ جایگزین بازیکنان مستقر در بریتانیا، برای سه بازی مقدماتی جام جهانی ۲۰۲۲ برابر شیلی، آرژانتین و پرو دعوت شد. او دعوت را رد کرد، زیرا به دلیل واکسینه نبودن کامل در مقابل کووید-۱۹، باید در هنگام بازگشت قرنطینه می‌شد.
نونز که در برزیل متولد شد و تا ۱۲ سالگی در آن کشور رشد کرد، پس از دعوت شدن به تیم ملی پرتغال از سوی فرناندو سانتوس، تصمیم گرفت برای تیم ملی فوتبال پرتغال بازی کند و اولین بازی ملی خود را در سال ۲۰۲۱ مقابل قطر در یک بازی دوستانه انجام داد. او اولین گل ملی خود را در ۲۲ مارس ۲۰۲۲ بعد در جریان پیروزی ۳ بر ۱ مقابل ترکیه در مرحله نیمه‌نهایی پلی آف مقدماتی جام‌جهانی ۲۰۲۲، به ثمر رساند.